# Acanthocyclops transylvanicus
Acanthocyclops transylvanicus is een eenoogkreeftjessoort uit de familie van de Cyclopidae. De wetenschappelijke naam van de soort is voor het eerst geldig gepubliceerd in 2011 door Iepure & Oarga.